# Bukové hory (Maďarsko)
Bukové hory (maďarsky Bükk) je vápencové pohoří na severu Maďarska, ležící přibližně mezi městy Eger a Miskolc. Nejvyšším bodem je vrchol Szilvási-kő vysoký 960,7 m. Četné jsou zde krasové jevy. Jedná se o jedno z pěti pohoří pásu hor na severní hranici Maďarska.

## Název

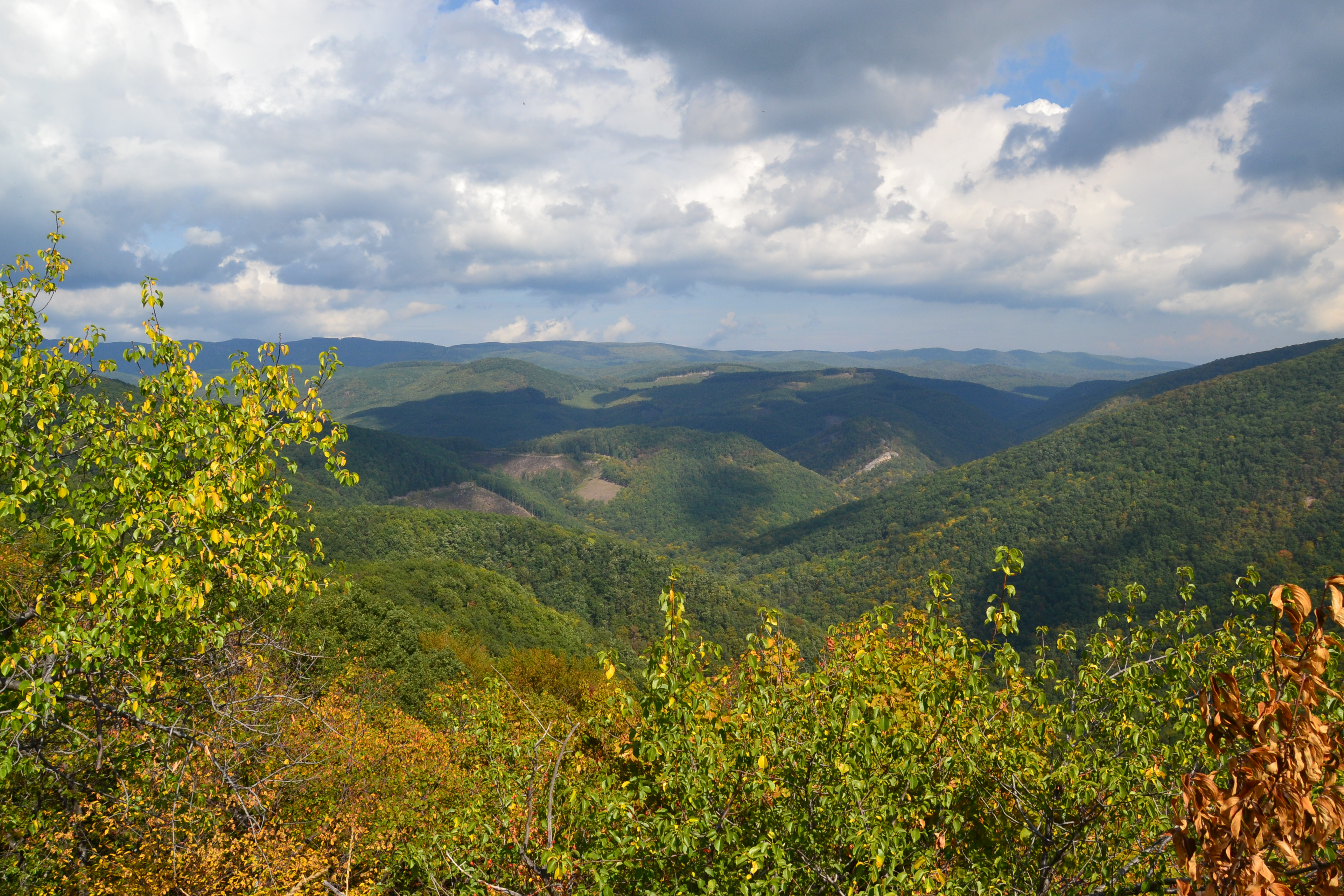
Výhled z Odováru.

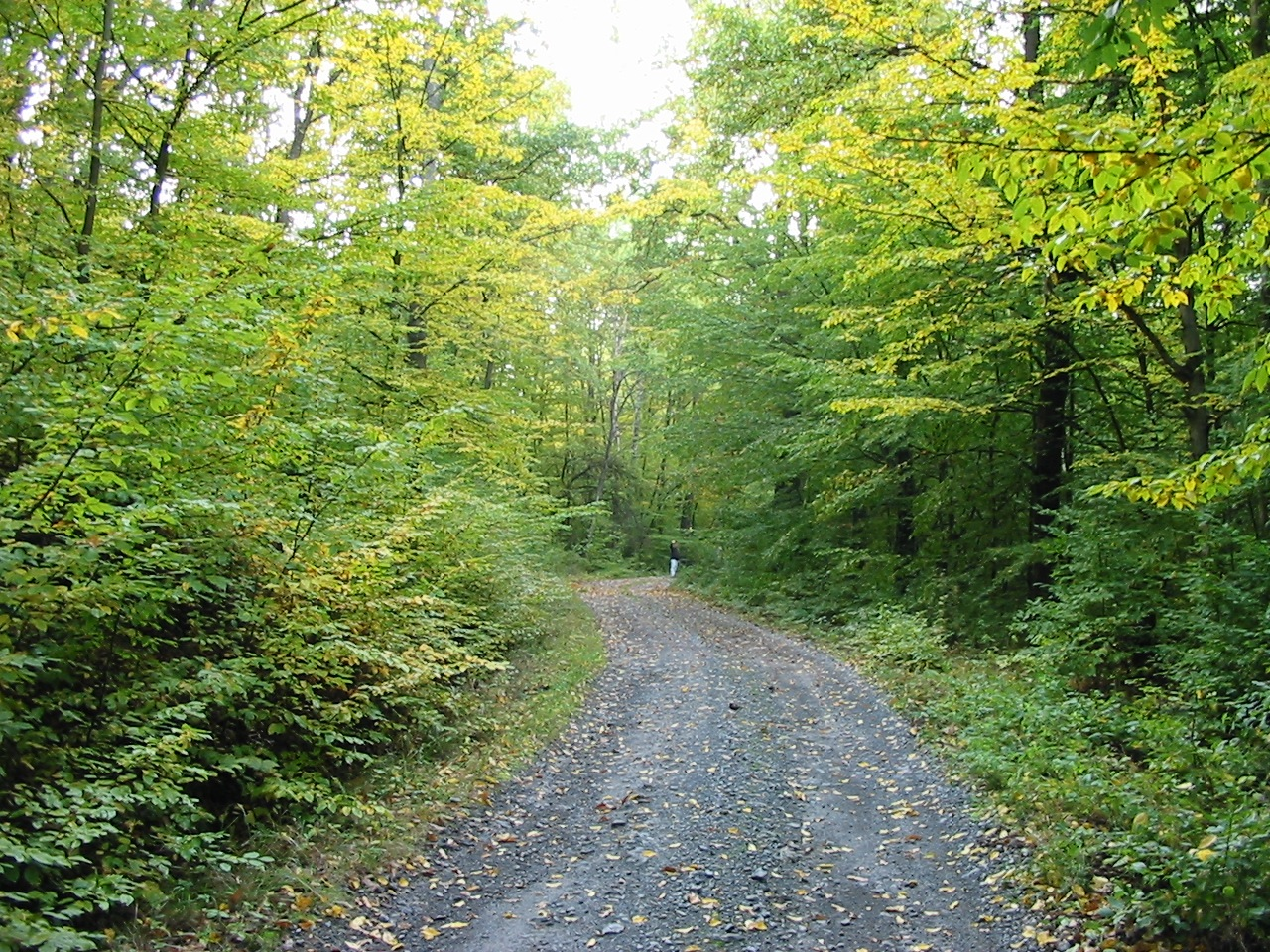
Lesní cesta v údolí Mellér.

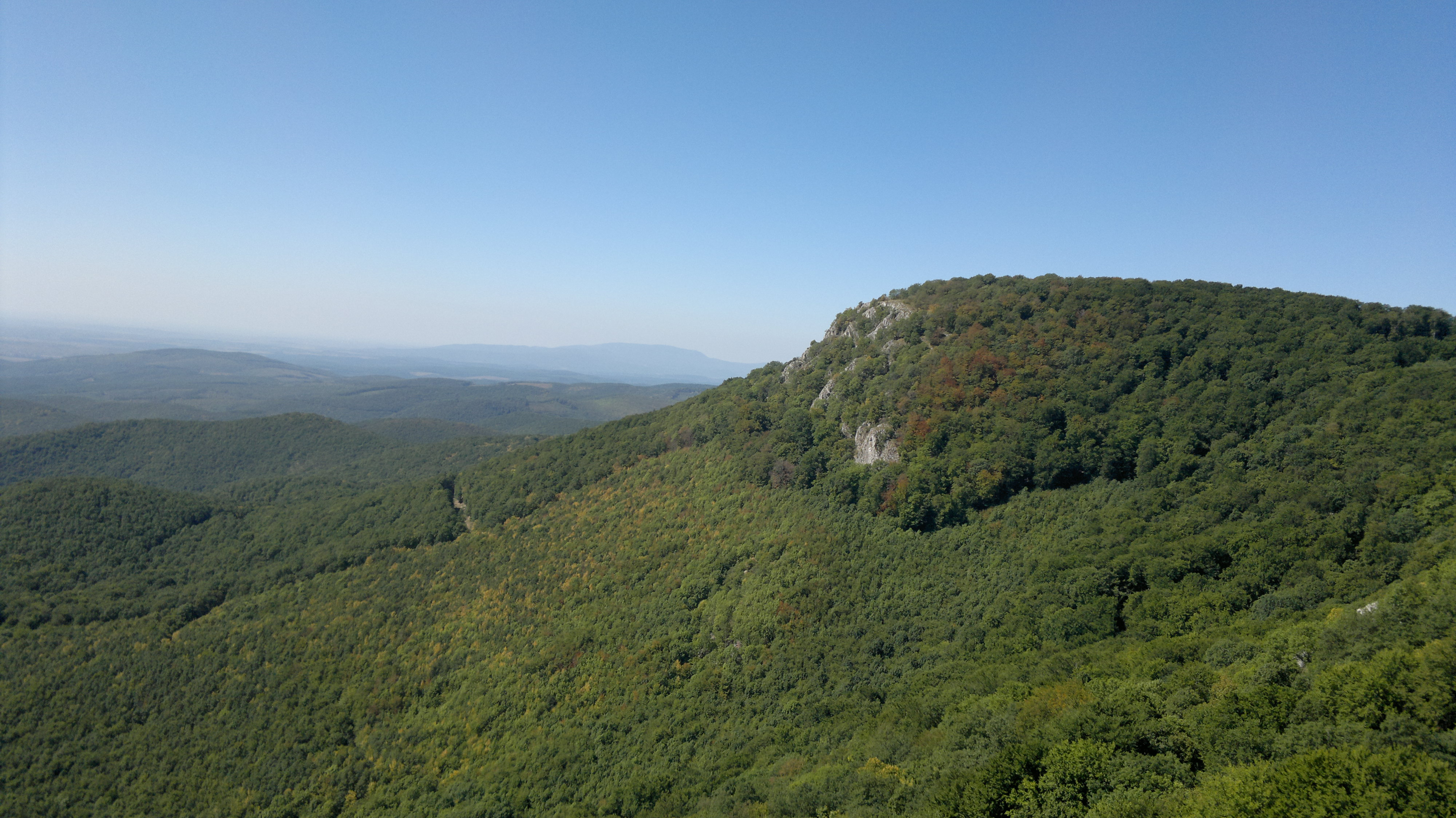
Zalesněné kopce Tar-kő a Három-kő.

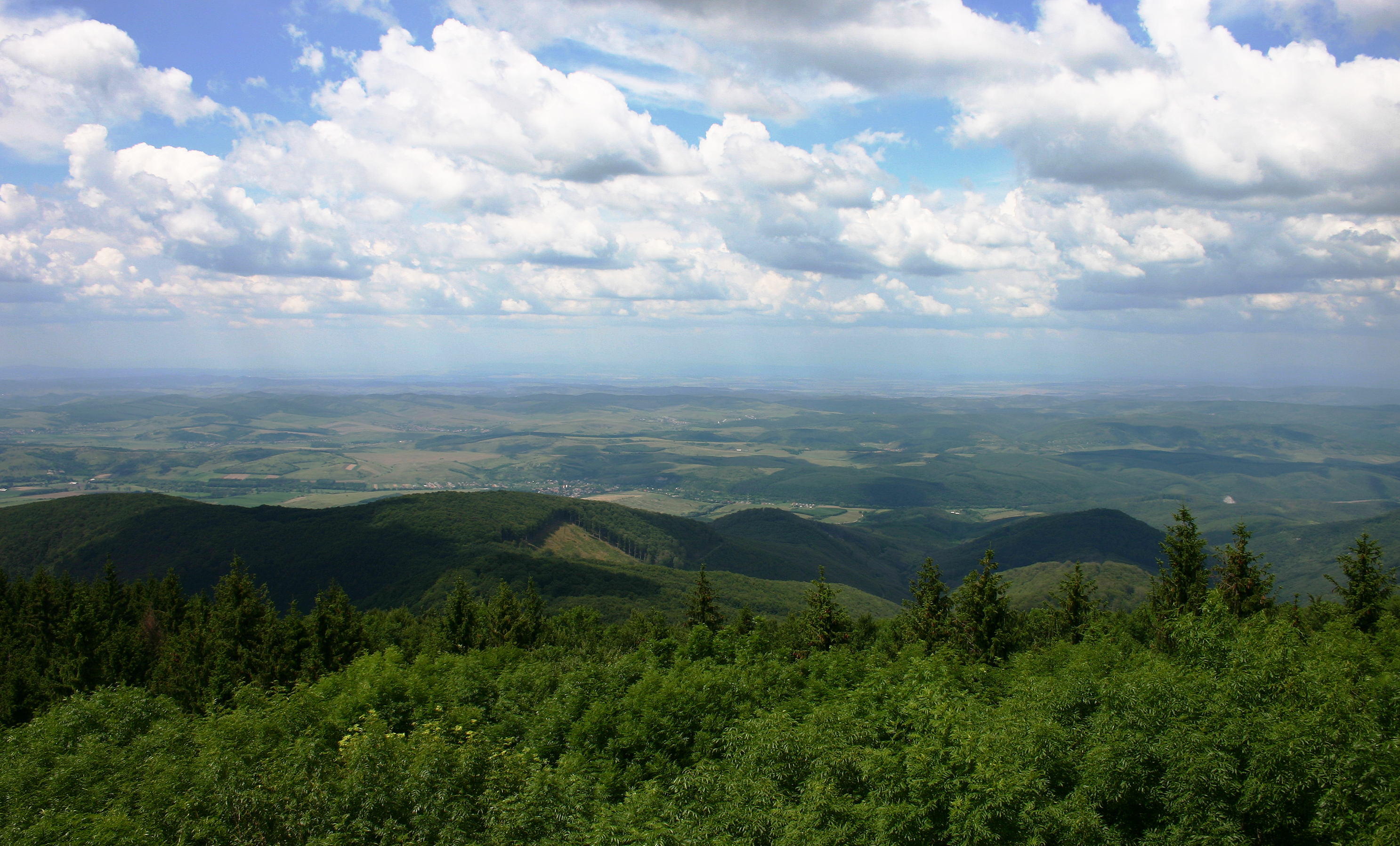
výhled z Bálvány.

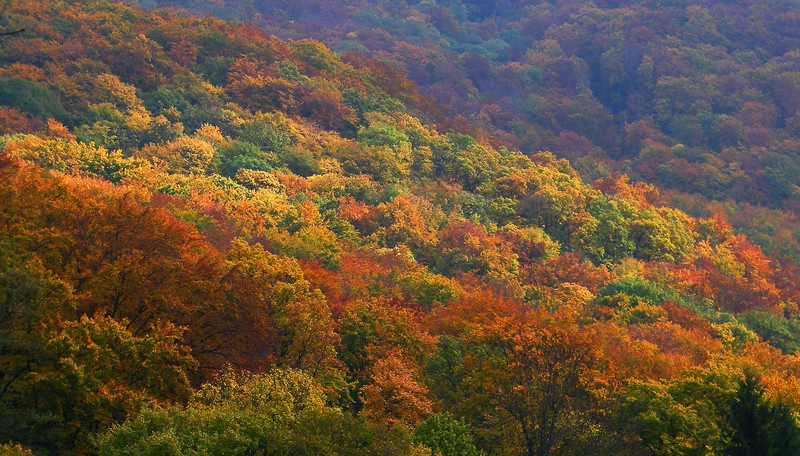
Podzim v Bukových horách.

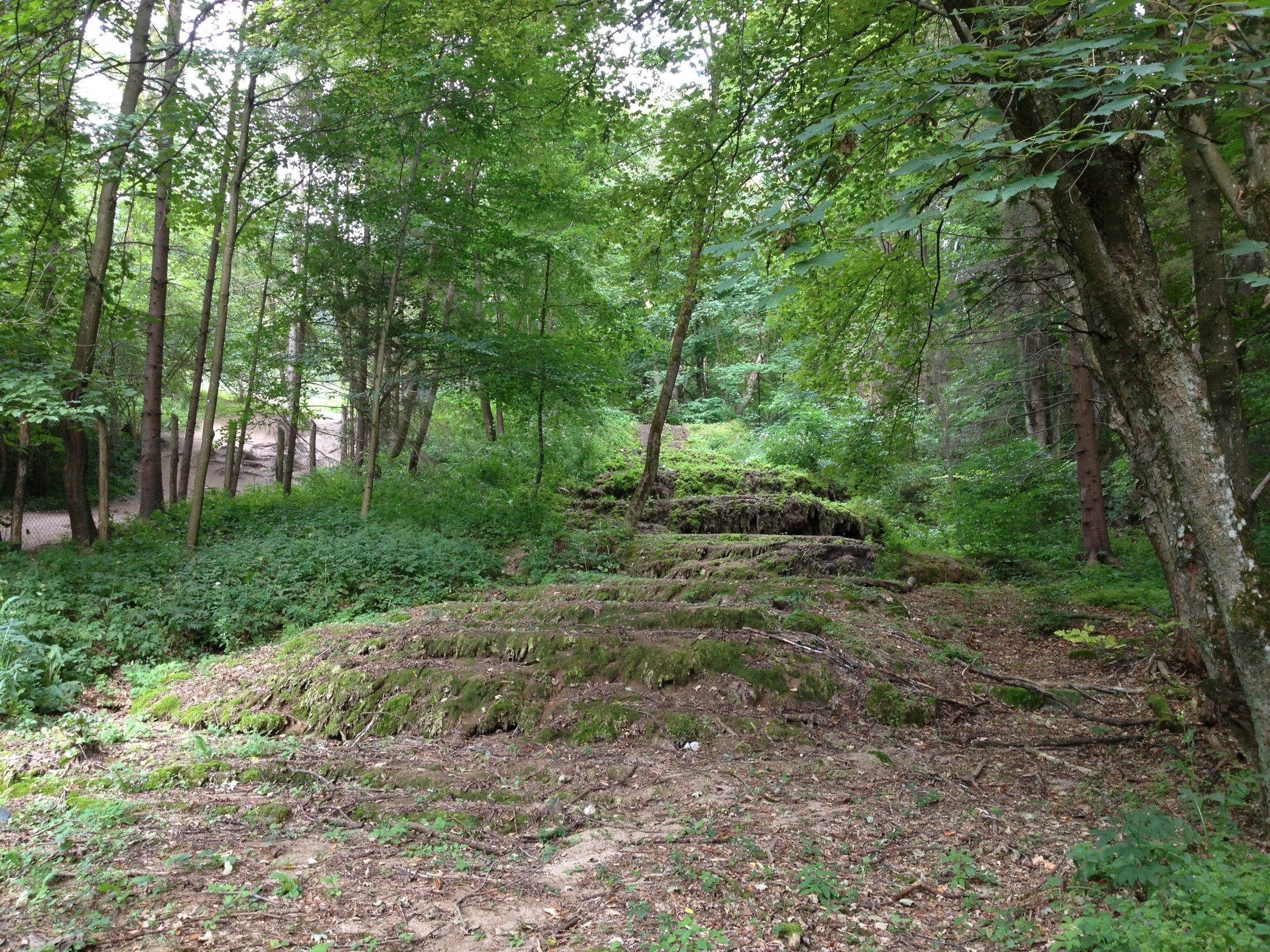
Údolí Szalajka.

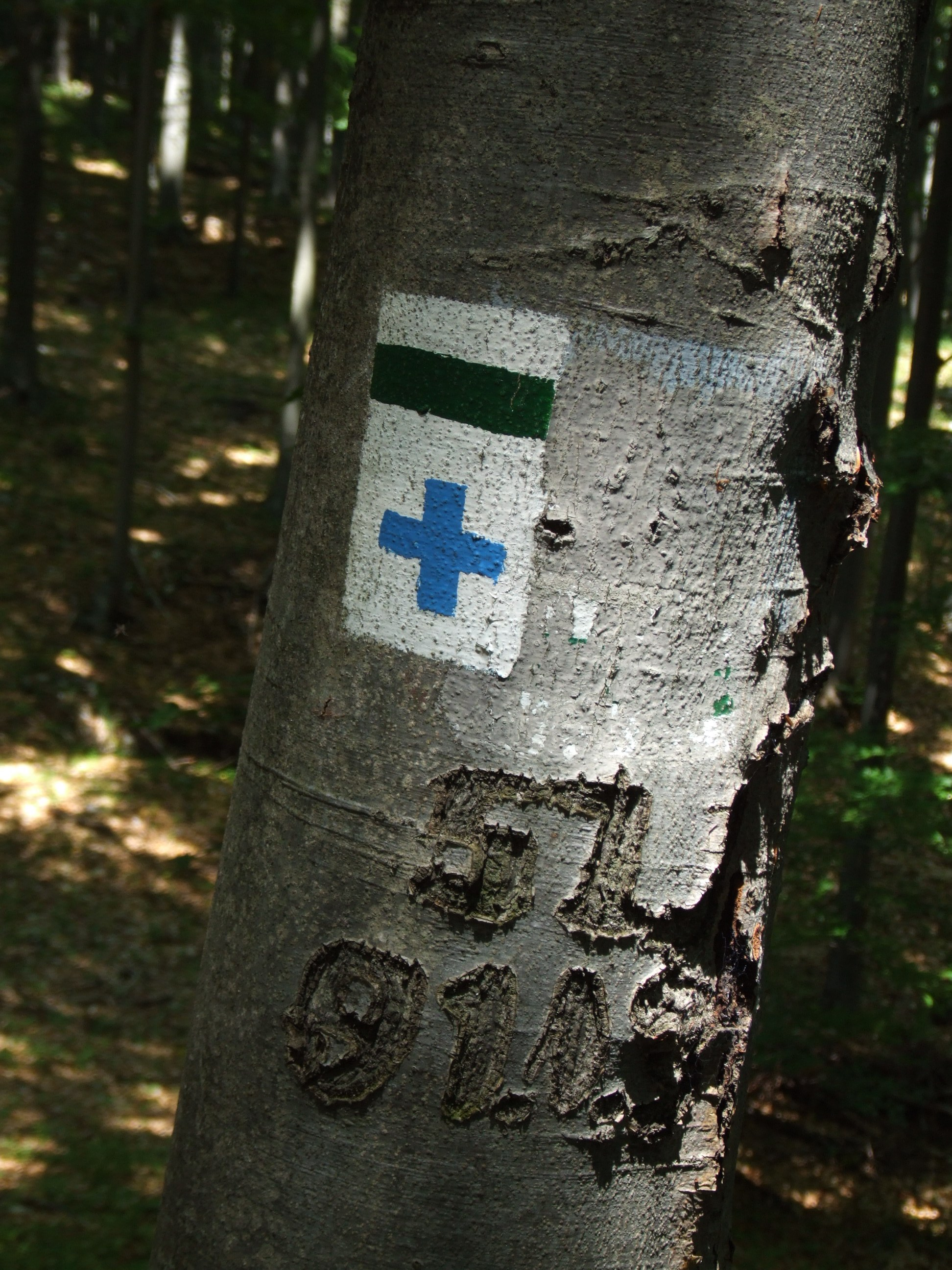
Turistické značení.

Název je slovanského původu a odkazuje na široce rozšířené lesy, konkrétně buku lesního (latinsky Fagus sylvatica). 

## Poloha a přírodní poměry
Přestože se zde nenachází nejvyšší vrch Maďarska (Kékes leží v pohoří Mátra) průměrná nadmořská výška pohoří, přesněji dvaceti jeho vrcholů, přesahuje 900 m n. m. a tedy překonává i Mátru. Nejvyšším bodem je Szilvási-kő vysoký 960,7 m. třetí nejvyšší v Maďarsku. Do roku 2014 byl za rekordní vrchol považován Istállós-kő, který je podobné výšky, nicméně přeměření obou vrcholů ukázalo rozdíl.
Pohoří má rozlohu cca 100 000 hektarů a je největší souvislou lesní plochou v Maďarsku. 

### Vodstvo
Vodní zdroje jsou v pohoří početné a jsou využívány pro výrobu pitné vody pro půl milionu lidí.
Vzhledem k vápencovému podloží se zde vyskytují hojně krasové formace a ponorné řeky. 
Některé prameny jsou jen sezónní; vysychají během léta a vydatné jsou hlavně na jaře. Jsou nicméně oblíbenými turistickými cíli, např. (Vörös-kő, völgyi-időszakos-forrás, Imó).
Kvalita místní vody je velmi dobrá, čištění probíhá v místních podzemních trasách jednotlivých vodních toků.
Veškeré vodní toky se vlévají dříve nebo později do Tisy.

## Klimatické poměry
Oblast patří k nejdeštivějším v Maďarsku, průměrný úhrn srážek zde dosahuje 700 až 850 mm ročně. V roce 2010 byl národní maďarský rekord překonán na vrcholu Jávorkút právě v Bukových horách. Za rok zde spadlo 1550 mm srážek.
Průměrná roční teplota se zde pohybuje mezi 7,5–4,5 °C. Zimy bývají chladné a dlouhé. Mrznout může již v první polovině měsíce října a mrazové dny byly zaznamenány i v květnu a v červnu. Jaro přichází později. Nejchladnějším místem nicméně není žádná lokalita v Bukových horách, ale nedaleké údolí řeky Slané (maďarsky Sajó).

## Geologie
Pohoří je tvořeno vápencem, dolomitem, pískovcem a břidlicí. Vzniklo totiž vyzdvižením původního mořského dna geologickými procesy. Proto není na rozdíl od okolních celků sopečného původu.
Zvláštností Bukových hor je náhorní plošina, kterou ohraničují strmé skalní stěny a proto je přístupná jen na několika málo místech. Její nadmořská výška se pohybuje okolo 700–800 m n. m. Náhorní plošina sestává z odlišného geologického podloží, než okolní krajina, a proto více odolává povětrnostním vlivům.

### Jeskyně
Do současné doby bylo v Bukových horách prozkoumáno celkem přes 1100 jeskyní, z nichž je možné mnohé navštívit. Jsou to například Binyas-barlang (hornická jeskyně o délce 274 m) a István-lapa (dlouhá 254 m). Jedná se o nejhlubší jeskyně v Maďarsku, archeologicky je zde důležitá jeskyně Seleta), která dala název tzv. Szeletienu. Využití podzemních prostor není jen pro výzkum; jeskynní lázně se nachází v obci Tapolca nedaleko Miskolce. 52 takových útvarů na území tohoto pohoří je chráněno, především kvůli výskytu specifické fauny a mikroklimatu. 
Některé z jeskyň využívali pravěcí lidé. V Istállós-kő byly nalezeny pozůstatky kamenného a kostěného náčiní. Stál se zde také kamenný krb, ve kterém byly odhaleny zbytky dřevěného uhlí, četné zvířecí kosti, většinou se jednalo o kosti medvěda. 

## Obyvatelstvo
Mezi sídla v pohoří patří následující:
- Sever: Parasznya, Tardona, Dédestapolcsány, Mályinka, Nagyvisnyó
- Západ :Eger, Felsőtárkány, Szarvaskő, Mónosbél, Bélapátfalva, Szilvásvárad
- Jih: Kisgyőr, Harsány, Bükkaranyos, Mocsolyás, Latorpuszta, Kács, Tibolddaróc, Cserépváralja, Cserépfalu, Bükkzsérc, Noszvaj, Felsőtárkány
- Východ: Miskolc, Vadna, Sajószentpéter, Sajóbábony
- Vesnice obklopené horami: Bükkszentkereszt, Répáshuta, Bükkszentlászló, Ómassa, Lillafüred, Hollósteto

Obyvatelstvo pohoří je dnes výhradně maďarské národnosti. Podle rakousko-uherského sčítání lidu (posledního, z roku 1910), tomu tak bylo i na počátku 20. století. Lze sledovat, že v ně,kterých obcích (např. Répashuta nebo Diósgyőr) bylo okrajové zastoupení národnosti slovenské. 

## Historie
V oblasti hor žili lidé již ve starší době kamenné. Významné archeologické nálezy byly nalezeny v několika jeskyních. Připomínají přítomnost lidí z doby z 5. tisíciletí před naším letopočtem. Nálezy různých nástrojů dokládají, že se místní lidé živili zemědělstvím, ale i lovem a dokonce byli schopni vyrábět i jednoduché hudební nástroje. 
Nalazeny zde byly také předměty z doby 3200 až 1900 př. n. l., které odpovídají Bádenské kultuře. Později začali lidé stavět na svoji obranu před nepřáteli také různé hliněné hrady a valy. Ve 4. století před naším letopočtem se zde objevili Keltové. Jejich hlavní centrum byl Nagysánc v jihovýchodní části pohoří (nedaleko dnešní vesnice Bükkszentlászló). Skytové do hor většinou nepronikali, nicméně lovili zdejší zvířata. Na jižních svazích žili také Sarmati a Jazigové. 
Během stěhování národů se zde usídlili Hunové a později Slované. Avaři oblast kolonizovali na konci 7. století. Dobyvatelský kmen Tákány se usídlil nedaleko dnešní vesnice Felsőtárkány. Po příchodu Maďarů do vlasti bylo místní obyvatelstvo christianizováno. Tento proces probíhal za vlády sv. Štěpána. Některé náboženské stavby zde byly zničeny během mongolského vpádu v roce 1241. V těžkých bojích byla vyvražděna značná část armády tehdejšího maďarského krále Bély. Další škody zde způsobili během svého postupu o několik století později Turci. 
V roce 1766 vyrostla na místě dnešní Répáshuty osada obývaná slovenskými pracovníky. Ačkoliv později slovenští obyvatelé odešli, položili základ sídlu, kde se rozvinul sklářský průmysl. Průmyslová revoluce zintenzifikovala do té doby již probíhající těžbu rud v Bukových horách. V 19. století se prudce rozvíjela města okolo pohoří, což si vyžádalo rozšiřování jejich i dalších sídel v bezprostřední blízkosti. I přes růst nových domů se ale zalesněná plocha v 19. století nikterak nezmenšovala, ba v některých případech dokonce rostla (např. na jihovýchodním okraji Bukových hor, okolo vesnice Mocsolyástelep apod.).
Ekonomické změny měly za následek i změny společenské. Rozvoj turistiky na konci 19. století se nicméně soustředil v oblasti Zalitavska víceméně pouze na okolí Budapešti a Vysoké Tatry. Vyznačeny nicméně některé menší turistické trasy vedoucí do Lillalfüredu u Miskolce. Pozornost se k Bukovým horám obrátila až v souvislosti s novými státními hranicemi po první světové válce. Ve 20. letech 20. století byly vyznačeny v pohoří další turistické trasy a v roce 1926 byla postavena první turistická ubytovna. Její kapacita postupně rostla do té míry, že v roce 1937 již mohla ubytovat 100 lidí. Do druhé světové války měla místní turistická síť délku 200 km značených tras, nejvíce v okolí již zmíněného Lillafüredu. Stejně tak existoval i plán zde vybudovat i střediska pro zimní sporty, která by nahradila ta ve Vysokých Tatrách, o které Maďarsko, resp. dříve Uhersko přišlo. Vyrostly proto různé sjezdovky, bobovací dráhy, skokanské můstky apod. Vzhledem k klimatickým změnám však došlo na přelomu 20. a 21. století k úbytku sněhových možností a využití areálů je omezené.
Rozvoj turistiky a motorizace země v 70. letech 20. století nicméně vedly k nárůstu dopravy, což zvýšilo dopravní zátěž celé lokality. Vyhlášení národního parku v téže dekádě a zákazy využívání určitých cest situaci do jisté míry uklidnilo.

## Doprava
Pohořím neprocházejí významnější dopravní tahy. Hlavní komunikace jej obcházejí po přístupnějších oblastech.
Západně od Bukových hor nicméně vede železniční trať z Egeru do Putnoku. Hlavní hřeben podchází v tunelu. Ve stejném směru vede také silnice č. 25. Ve Felsőtárkány se nachází lesní železnice, další na severním okraji pohoří potom stojí v Szalajeckém údolí a v Lillafüredu u Miskolce je potom ještě jedna. Všechny jsou atraktivní mezi návštěvníky pohoří.

## Fauna a flóra
Rozlehlé lesy skýtají útočiště pro řadu druhů zvířat, díky čemuž je místní fauna mnohem bohatější než celomaďarský průměr. Žijí zde i druhy ohrožené. V řekách se vyskytuje například parma peloponéská (Barbus peloponnesius), která je spíše častěji k vidění v Karpatech. Čas od času zde bývají nalezeny i medvědí stopy. Ptáků zde žije okolo stovky druhů. Původně vymizelý Výr velký se sem navrátil v 70. letech 20. století.
Celé pohoří je pokryto listnatými lesy. Lesy bukové se nachází v nižších i vyšších polohách. Západní svahy pokrývají suťové lesy. Mezi rostliny, které je možné nalézt v Bukových horách, patří např. ločidlo Sadlerovo, violka dvoukvětá (jinde v Maďarsku neroste) a různé druhy lomikamenů. Mnohé glaciální relikty jsou také přítomné, nicméně jsou přísně chráněné zákonem.

## Ochrana přírody
Od roku 1976 je většina území chráněna jako národní park. Jeho ředitelství sídlí v Egeru. Kromě ochrany souvislého bukového lesa zasahují i do některých sadů, kde jsou uchovány dnes již raritní druhy ovoce v Maďarsku. Bukové hory jsou v Maďarsku považovány za plíce země. 

## Turistika a ekonomika
Oblast je turisticky velmi oblíbená, především pro obyvatele nedalekých měst Eger a Miskolc. Pohoří se na své jihozápadní straně přibližuje přímo až k městu Egeru. Vedou sem četné autobusové spoje. Existují různé turistické spolky, které se věnují návštěvám hor. Mezi oblibené destinace v Bukových horách patří již zmiňovaný Lillafüred nedaleko Miskolce, údolí Szalajka, letovisko Bánkút, dále potom hora Tar-kő s nápadnou skalní stěnou, pozůstatky kláštera u obce Bélapátfalva, hrad Szarvaskő a další. V některých oblastech se nachází volnočasové parky, např. v již uvedené Szalajce, ve Felsőtárkány potom zase zoopark.
V pohoří Bukových hor je vyznačené velké množství turistických tras a prochází tudy i „Celostátní modrá“, trasa Országos Kéktúra. Úhrnná délka značených tras dosahuje téměř 900 km.
V okrajových částech Bukových hor se nachází několik povrchových lomů na vápenec, především v okolí Miskolce. Některé z nich ale byly uzavřeny (v roce 1963 a 2002).